# Behavioral Economics & Data Science Team
BEST: Behavioral Economics & Data Science Team (en español: Equipo de Economía conductual y Ciencia de datos) es una asociación sin fines de lucro y think tank peruano creado 2016. La organización es la primera iniciativa regional orientada en la investigación y difusión de las posibilidades de acción conjuntas de la economía conductual y la ciencia de datos, así como de sus áreas afines: la psicología, programación, análisis de datos y políticas públicas. Tiene como principal objetivo poner en agenda y capacitar académicamente sobre el uso de los insights provenientes de la economía conductual y la ciencia de datos para optimizar el resultado de proyectos sociales, políticas públicas y tecnologías, que contribuyan a objetivos tales como la promoción del desarrollo sostenible y la igualdad social. La organización está formada por un equipo multidisciplinario de colaboradores que incluye economistas, psicólogos, abogados, comunicadores e ingenieros de principales universidades peruanas, tales como: la Universidad Nacional Mayor de San Marcos, la Pontificia Universidad Católica del Perú, la Universidad Peruana Cayetano Heredia, la Universidad Nacional de Ingeniería, la Universidad Nacional Agraria La Molina, la Universidad de San Martín de Porres, la Universidad San Ignacio de Loyola, entre otras.